# جوآن آلن
جون آلن (به انگلیسی: Joan Allen) (زاده ۲۰ اوت ۱۹۵۶) بازیگر آمریکایی است.

## بخشی از فیلم‌شناسی
- شکارچی انسان (۱۹۸۶)
- در کشور (۱۹۸۹)
- اتان فروم (۱۹۹۳)
- در جستجوی بابی فیشر (۱۹۹۳)
- نیکسون (۱۹۹۵)
- عشق دیوانه‌وار (۱۹۹۵)
- بوته آزمایش (۱۹۹۶)
- تغییر چهره (۱۹۹۷)
- طوفان یخ (۱۹۹۷)
- پلیزنتویل (۱۹۹۸)
- این خشم است (۱۹۹۹)
- رقیب (۲۰۰۰)
- هویت بورن (۲۰۰۲)
- خارج از نقشه (۲۰۰۳)
- برتری بورن (۲۰۰۴)
- دفترچه خاطرات (۲۰۰۴)
- در معرض خشم (۲۰۰۵)
- اولتیماتوم بورن (۲۰۰۷)
- مسابقه مرگ (۲۰۰۸)
- بونویل (۲۰۰۸)
- هاچی: داستان یک سگ (۲۰۰۹)
- میراث بورن (۲۰۱۲)
- اتاق (۲۰۱۵)

## جوایز و افتخارات
- کاندیدای اسکار بهترین بازیگر نقش مکمل زن برای فیلم نیکسون در سال ۱۹۹۶
- کاندیدای اسکار بهترین بازیگر نقش مکمل زن برای فیلم بوته آزمایش در سال ۱۹۹۷
- کاندیدای اسکار بهترین بازیگر نقش اول زن برای فیلم رقیب در سال ۲۰۰۱